# Saint-Marc-à-Loubaud
Saint-Marc-à-Loubaud ist eine Gemeinde in Frankreich. Sie gehört zur Region Nouvelle-Aquitaine, zum Département Creuse, zum Arrondissement Aubusson und zum Kanton Felletin. Im Westen verläuft die Grenze zu Royère-de-Vassivière weitgehend in einem See namens Lac de Lavaud-Gelade, der vom Taurion durchflossen wird. Die weiteren Nachbargemeinden sind Saint-Yrieix-la-Montagne im Norden, La Nouaille im Osten und Gentioux-Pigerolles im Süden. 

## Bevölkerungsentwicklung
| Jahr      | 1962 | 1968 | 1975 | 1982 | 1990 | 1999 | 2008 | 2013 |
| --------- | ---- | ---- | ---- | ---- | ---- | ---- | ---- | ---- |
| Einwohner | 202  | 166  | 134  | 107  | 91   | 122  | 135  | 139  |